# Krecek (Badas)
Krecek is een bestuurslaag in het regentschap Kediri van de provincie Oost-Java, Indonesië. Krecek telt 9190 inwoners (volkstelling 2010).